# المنشأ الإفريقي
المنشأ الأفريقي (بالإنجليزية: African Genesis)‏ هو كتاب باللغة الإنجليزية للأمريكي روبرت أردري نشر عام 1961.
وعنوانه الكامل: «المنشأ الأفريقي: استقصاء شخصي في أصول الحيوانات وطبيعة الإنسان».

## الموضوع
يطرح الكتاب النظرية القائلة بنشأة الإنسان في القارة الإفريقية، منحدراً من أسلافه أكلة البشر والبدائيين، والذين تميزوا عن القرود باستخدام الأسلحة.
ويحتوي الكتاب على أسئلة حول الأصول البشرية والطبيعة الإنسانية والتفرد الإنساني.
لاقى الكتاب انتشاراً واسعاً وأثار جدلاً مهماً.